# Paralepidonotus erythromaris
Paralepidonotus erythromaris är en ringmaskart som beskrevs av Sylvanus Charles Thorp Hanley 1991. Paralepidonotus erythromaris ingår i släktet Paralepidonotus och familjen Polynoidae. Inga underarter finns listade i Catalogue of Life.